# Дёрферден
Дёрферден (нем. Dörverden) — община в Германии, в земле Нижняя Саксония.
Входит в состав района Ферден. Население составляет 9185 человек (на 31 декабря 2010 года). Занимает площадь 83,32 км².
Коммуна подразделяется на 10 сельских округов.